# Dorylaimellus montenegricus
Dorylaimellus montenegricus is een rondwormensoort. De wetenschappelijke naam van de soort is voor het eerst geldig gepubliceerd in 1959 door Andrássy.